# Annah Björk
Annah Magdalena September Björk, nacida como Anna Magdalena Björk (Gotemburgo - 5 de junio de 1980), es una escritora y periodista sueca. 
Junto con Mattias Beijmo ha escrito el libro Båt 370 - Döden på Medelhavet, que fue publicado en marzo de 2017. Es una de las creadoras de la exposición I'm alive, que se ha exhibido en el Tekniska museet de Estocolmo y en la Casa de Suecia en Washington. Ha sido galardonada con el premio "Innovador del año" en Mediedagarna MEG 2017.  
Annah Björk fue editora en jefe interina y editora en jefe de Bon y editora en jefe de su sitio web. Es cronista y escribe sobre música en Svenska Dagbladet. Björk es periodista independiente y escribe sobre cultura contemporánea en Elle, Café, Göteborgs-Posten, Expressen y Fokus. 
En el verano de 2017, escribió un aclamado artículo cultural sobre Håkan Hellström en el Gothenburg Post.
Annah Björk dirige el podcast de Haverikommissionen junto con la periodista Lasse Anrell. 
En 2017, fue elegida en décimo puesto en la lista Shortcuts Uppstickarlist de las 100 personas que más han trabajado para mejorar Suecia durante el año.
Su segundo libro, Ni måste flytta på er, se publicó en marzo de 2019 y describe el sexismo y la cultura del silencio en la industria de la música. 